# Jan Jakub Pogroszewski
Jan Jakub Pogroszewski z Wielkiego Pogroszowa herbu Kolumna (zm. przed 1748 rokiem) – podsędek kamieniecki w latach 1721–1736, stolnik nowogrodzkosiewierski w latach 1710-1721.
Jako poseł województwa podolskiego był uczestnikiem Walnej Rady Warszawskiej 1710 roku. Poseł województwa podolskiego na sejm 1724 roku. Jako poseł na sejm konwokacyjny 1733 roku z powiatu kamienieckiego był członkiem konfederacji generalnej zawiązanej 27 kwietnia 1733 roku na tym sejmie. W czasie elekcji w 1733 roku został sędzią generalnego sądu kapturowego